# Antipolo

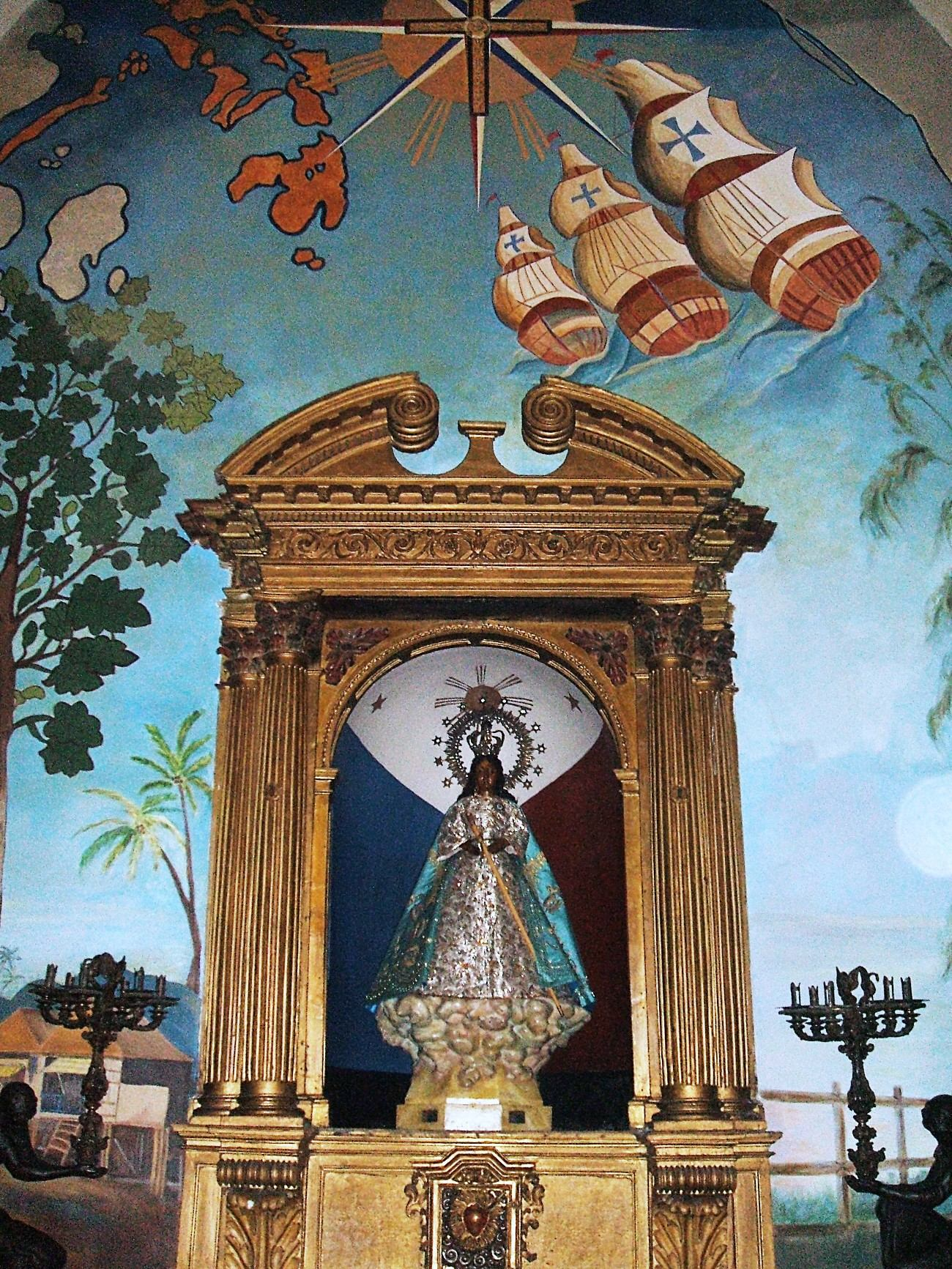
La Mare de Déu d'Antipolo

Antipolo és una entitat de població de la província de Rizal, a les Filipines.

## Particularitats
Segons a les dades del cens de l'any 2007 Antipolo té una població de 633,971 habitants, essent la sèptima ciutat més poblada de l'arxipèlag.
Aquesta ciutat és famosa com a lloc de pelerinatge al santuari de la Verge del la Pau i del Bon Camí, també coneguda com la Mare de Déu d'Antipolo.

## Divisions administratives
Antipolo està subdividit en 19 barangays:
| - Bagong Nayon 41,715 hab. - Beverly Hills 1,940 hab. - Calawis 3,978 hab. - Cupang 76,247 hab. - Dalig 41,047 hab. - Dela Paz 58,559 hab. - Inarawan 17,740 hab. - Mambugan 43,563 hab. - Mayamot 46,949 hab. - Muntindilaw 9,483 hab. - San Isidro 54,842 hab. - San Jose 86,667 hab. - San Juan 8,488 hab. - San Luis 44,371 hab. - San Roque 50,846 hab. - Santa Cruz 47,536 hab. |